# Rachtché
Rachtché ou Rašče (en macédonien Рашче, en albanais Rashçja) est un village situé à Saraï, une des dix municipalités spéciales qui constituent la ville de Skopje, capitale de la Macédoine du Nord. Le village comptait 2 696 habitants en 2002. Il se trouve au nord de l'autoroute qui relie Skopje à Tetovo et au sud de la vallée du Vardar. Il est majoritairement albanais.

## Démographie
Lors du recensement de 2002, le village comptait :
- Albanais : 2 677 ;
- Macédoniens : 2 ;
- Bosniaques : 2 ;
- Roms : 1 ;
- Turcs : 1 ;
- Autres : 14.